# Nematomorpha
Nematomorpha је група (тип) бескичмењака псеудоцеломата, који насељавају слатке копнене воде, изузев врста рода нектонема (Nectonema). Млади степени развића паразитирају у зглавкарима, а одрасли су слободноживећи организми. На одраслом степену се не хране, па им је црево дегенерисано. 

## Опис
Тело им је веома издужено, може да достигне дужину од 1 m, али је истовремено и врло танко па у пречнику износи само 1-3 mm. Тело је покривено дебелом кутикулом. Испод ње се налази танак епидермис испод кога су уздужни мишићи. Нервни систем је врпчастог типа и састоји се од околождрелног нервног прстена од кога полази трбушна нервна врпца. Немају посебан екскреторни систем, већ се излучивање врши вероватно преко средњег црева које много личи на Малпигијеве судове. Респираторни систем и систем за циркулацију такође не постоје. Полни органи су цевасти и смештени у псеудоцелому.

## Класификација — списак родова
- класа Nectonematoida
  - Nectonema sp.
- класа Gordioidea
  - Chordodes sp.
  - Euchordodes sp.
  - Neochordodes sp.
  - Pseudochordodes sp.
  - Chordodilus sp.
  - Baetogordius sp.
  - Gordionus sp.
  - Semigordionus sp.
  - Parachordodus sp.
  - Paragordionus sp.
  - Paragordius sp.
  - Digordius sp.
  - Progordius sp.
  - Noteochordodes sp.
  - Pseudogordius sp.
  - Gordius sp.
  - Acutogordius sp.
  - Spinochordodes sp.
  - Daccochordodes sp.
  - Lanochordodes sp.
  - Pantachordodes sp.